# Izocijanidi
Izocijanidi (izo- + cijanidi; staro ime izonitrili), organski spojevi opće formule R-N+≡C-, gdje je R alkilna ili arilna skupina.

To su bezbojne, otrovne, većinom tekućine jaka i neugodna mirisa. Nastaju djelovanjem kloroforma i jakih baza na amine (ta reakcija služi u kemijskoj analizi za dokazivanje primarnih amina). Zagrijavanjem na temperaturu višu od 200 °C prelaze u stabilnije nitrile. Upotrebljavaju se u organskoj sintezi.

## Vanjske poveznice
- izocijanidi Hrvatska enciklopedija. LZMK
- Struna / Hrvatsko strukovno nazivlje: izocijanidi